# Danielli
Danielli Pereira da Silva, mais conhecida como Dani Silva (Itambacuri, 21 de janeiro de 1987) é uma futebolista profissional brasileira que atua como lateral-esquerdo. Atualmente, atua pelo 3B da Amazônia.

## Carreira
Dani iniciou sua trajetória no Juventus, em São Paulo, e antes de integrar o Santos FC em 2007, teve passagem pelo São Caetano.
Pelo Santos, foi Bicampeã da Libertadores.
Danielli fez parte do elenco da Seleção Brasileira de Futebol Feminino, em Londres 2012.
Pelo São José conquistou seu terceiro título da Libertadores.
Em 2016, retornou para as Sereias da Vila, onde conquistou o Brasileiro, em 2017, o Paulista, em 2018.
Durante sua passagem pelo São Paulo, onde chegou em 2020, ela começou a atuar como meio-campo. Em 2021, conquistou a Brasil Ladies Cup pelo clube, seu primeiro título com o São Paulo. Em 2022, renovou seu contrato e foi a maior assistente do time na temporada, permanecendo também em 2023.
Em janeiro de 2024, assina contrato de um ano com o Santos. Pelo clube, somou seis partidas pelo Paulistão e um gol em 13 duelos pelo Brasileiro Feminino.
Ainda em 2024, foi emprestada ao Atlético Mineiro, onde atuou em quatro jogo pelo Campeonato Mineiro.
Deixou o Santos em dezembro de 2024 após o término de contrato e foi anunciada como reforço do 3B da Amazônia.

## Títulos
Santos
- Copa Libertadores da América: 2009 e 2010
- Torneio Internacional Interclubes: 2011
- Liga Nacional: 2007
- Copa do Brasil: 2008 e 2009
- Campeonato Brasileiro: 2017
- Campeonato Paulista: 2007, 2010, 2011 e 2018

São José
- Copa Libertadores da América: 2013

São Paulo
- Brasil Ladies Cup: 2021